# Rungia himalayensis
Rungia himalayensis är en akantusväxtart som beskrevs av C. B. Cl.. Rungia himalayensis ingår i släktet Rungia och familjen akantusväxter. Inga underarter finns listade i Catalogue of Life.